# Witthart Malik
Witthart Malik (* in Königsberg, Kaliningrad) ist ein deutscher Cembalist und Komponist.

## Leben und Werk
Malik besuchte die Gelehrtenschule des Johanneums in Hamburg, studierte Dirigieren, Komposition und Orgel in Hamburg und Berlin, Musik-, Kunst- und Literaturwissenschaft in Freiburg, München, Hamburg und Berlin.
Er beschäftigte sich besonders mit der Musik vom Mittelalter bis Barock und arbeitete als Musikwissenschaftler, Komponist und Performer.
Sein Schwerpunkt als Cembalist gilt den Klavier- und Kammermusikwerken Johann Sebastian Bachs, die er in den meisten Ländern Europas gespielt hat.
Maliks Bach-Interpretationen gelten als unkonventionell und werden auch in Jazz- und Rockmusikkreisen geschätzt.